# Privilegierter Altar

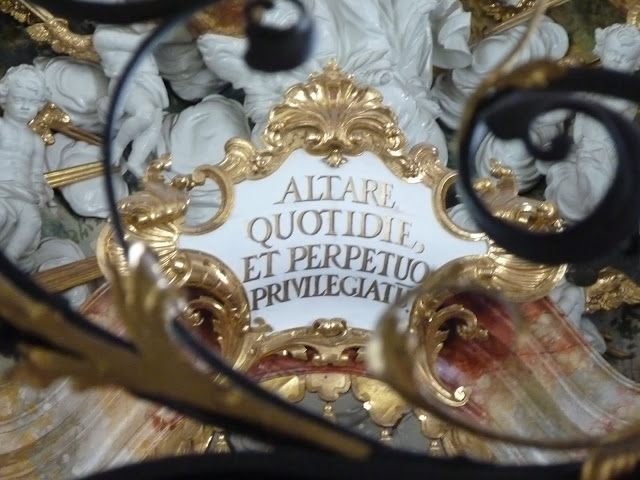
Privilegierter Seitenaltar in der Karlskirche in Volders

Als privilegierter Altar (lat.: altare privilegiatum) wurde ein Altar in einer katholischen Kirche bezeichnet, der mit einem definierten Ablassprivileg ausgezeichnet war oder an dem die Zelebration einer heiligen Messe Klerikern mit besonderen Vorrechten (Altarprivileg) vorbehalten war. Viele Barockaltäre tragen für die Gläubigen deutlich sichtbar die Inschrift ALTARE PRIVILEGIATUM.
Alle Altarprivilegien wurden im Zuge der Liturgiereform nach dem Zweiten Vatikanischen Konzil aufgehoben.

## Heilige Messen für Verstorbene und Votivmessen
Feierte ein Priester an einem altare privilegiatum eine heilige Messe, so konnte er dem in der Intention gedachten Verstorbenen einen vollkommenen Ablass zuwenden. Das Privileg galt zeitlich beschränkt (ad tempus) oder unbeschränkt (in perpetuum), täglich (quotidianum) oder nur an bestimmten Tagen des Jahres. Das Privileg quotidianum in perpetuum wurde vom Heiligen Stuhl oder einer anderen zuständigen Autorität (Bischof, Abt, Prälat nullius, Ordensoberer usw.) verliehen (CIC 1917, can. 916). Es konnte an bestimmten Tagen (vierzigstündiges Gebet, Allerseelen) auf sämtliche Altäre einer Kirche ausgeweitet werden (CIC 1917, can. 917). Der privilegierte Altar wurde mit der Aufschrift altare privilegiatum und der entsprechenden Ergänzung versehen (CIC 1917, can. 918). Das Privileg wurde von Papst Paul VI. durch die Apostolische Konstitution Indulgentiarum doctrina vom 1. Januar 1967 aufgehoben.
An manchen privilegierten Altären durfte an allen Tagen eine jeweils bestimmte Votivmesse gefeiert werden. Diese Regelung entfiel mit der Veröffentlichung der Allgemeinen Einführung in das Römische Messbuch, indem die Bestimmungen zur Feier von Votivmessen insgesamt gelockert wurden.

## Zelebration in einer Patriarchalbasilika
Die Zelebration an den Hauptaltären der päpstlichen Patriarchalbasiliken war allein dem Papst vorbehalten. Mit dem Apostolischen Schreiben Peculiare ius vom 8. Februar 1966 wurde dieses Privileg erweitert, unter anderem auf Bischöfe, die seitdem mit Pilgergruppen dort die heilige Messe feiern können.